# Milan Stanislav Ďurica
Milan Stanislav Ďurica SDB (* 13. August 1925 in Kriviany, Tschechoslowakei; † 25. Januar 2024 in Bratislava, Slowakei) war ein slowakischer Historiker, Publizist, Übersetzer und Universitätsprofessor der Theologie und Geschichte. Bis 1998 lebte er in Italien. Er beschäftigte sich vor allem mit der modernen slowakischen Geschichte, insbesondere der Zeit des Slowakischen Staates. Ďurica galt als ein maßgeblicher Vertreter der ultranationalistischen Neoludaken-Historiographie.

## Leben
Von 1956 wirkte Milan Ďurica als Professor der Theologie an der Salesianerhochschule in Abano Terme. 1967 wurde er Professor für politische und verfassungsmäßige Geschichte osteuropäischer Länder. Eine Zeit lang hielt er auch Vorlesungen über die Slowakische Sprache an der Universität Padua, wo er bis 1997 wirkte.
Im Jahr 1969 begründete und leitete Ďurica die wissenschaftliche Serie Collana di studi sulľ Europa Orientale delľ Università di Padova (insgesamt 34 Bände).
In der Slowakei wirkte er im Zentralkomitee der slowakischen katholischen Studentenschaft (ÚSKŠ) und war Mitbegründer und Generalsekretär des Zentralkomitees slowakischer katholischer Intellektueller (ÚSKI). Im Jahr 1990 wurde Ďurica vom Präsidium des Slowakischen Nationalrates zum Auslandsexperten einer Kommission von Historikern für die Ausarbeitung fachlicher Studien zur Geschichte der Slowakei im 20. Jahrhundert ernannt. 1991 wurde er vom slowakischen Kulturminister zum ersten Leiter des Slowakischen Historischen Instituts in Rom (SÚR) ernannt, außerdem hat er Verdienste an dessen Gründung und Anerkennung im Vatikan. Er wirkte auch als Redakteur des Jahresblattes Slovak Studies.
Ab 1993 wirkte er als Professor für Kirchengeschichte an der theologischen Fakultät der Comenius-Universität Bratislava. Im selben Jahr gründete er das Institut für die Geschichte des Christentums in der Slowakei, das er lange Jahre führte. 1997 wurde er Mitglied des wissenschaftlichen Rates des Instituts für das Verhältnis zwischen Staat und Kirche des Kulturministeriums der Slowakischen Republik, im Jahr 2002 Mitglied des Akademischen Senats der römisch-katholischen theologischen Fakultät der Comenius-Universität Bratislava und 2006 Mitglied des Wissenschaftlichen Kollegiums des historischen Instituts der Katholischen Universität in Ružomberok.
Milan Ďurica wurde als Theologe von Papst Johannes XXIII. als Berater seiner vorbereitenden Kommission des Zweiten Vatikanischen Konzils ernannt. Er war Koautor mehrerer weltweiter Enzyklopädien. Außerdem war er Mitgestalter von sechs italienischen, deutschen und lateinischen enzyklopädischen Werken. Der Umfang seiner Bibliographie stellt 1700 Publikationen, herausgegeben in acht verschiedenen Sprachen, dar.

## Kritik
In einer Publikation über die rechtsradikale Szene in Osteuropa kritisierten die Autoren Ďurica als einen „ultranationalistischen Historiker“. Mehrere Historiker polemisierten mit der Arbeit von Ďurica, einige lehnten sie völlig ab. Einige schätzten jedoch seine Bereicherung für die slowakische Histografie, insbesondere wegen der vielen von ihm gesammelten Quellen vor allem aus den italienischen Archiven, die für slowakische Historiker während des kommunistischen Regimes in der Tschechoslowakei nicht zugänglich waren.
In einer Interview mit dem slowakischen Historiker Anton Hruboň urteilte der israelische Historiker Yeshayahu A. Jelinek, Ďurica sei ein „geschulter Historiker“, hätte jedoch direkten Einfluss auf die Formierung der Neoludaken-Historiographie gehabt. Für einen Skandal sorgte im Jahr 1995 das historische Schullehrbuch Milan S. Ďuricas, in dem er den Slowakischen Staat heroisierte und bezogen auf die Judenpolitik des Ludaken-Regimes „hart an die Grenze zur Holocaustleugnung ging“ (Tatjana Tönsmeyer). Das Buch wurde schließlich von den slowakischen Schulen abgezogen, Ďuricas nationalistische Publikationen wurden jedoch in der Slowakei weiterhin veröffentlicht – so 2006 eine Biographie über Jozef Tiso.

## Auszeichnungen
- Großoffizier des Verdienstordens der Italienischen Republik

## Werk (Auswahl)
- Dr. Jozef Tiso and the Jewish Problem in Slovakia, 1957
- La Slovacchia a le sue relazioni politiche con la Germania 1938 - 1945. Vol I. Padova, 1964
- Die Slowakei in der Märzkrise 1939, 1964
- Cultural Relations Between Slovakia and Italy in Modern Times, Toronto 1978
- La lingua slovaca. Profilo storico-filologico guida bibliografica, Padova 1983
- Dr. Jozef Kirschbaum und seine politische Tätigkeit im Lichte der Geheimdokumente des Dritten Reiches, München 1988
- La Slovaquie et ses efforts vers l’independance (de 1848 a 1938), In: Slovak Studies 28–29, Bratislava 1988
- Christliches Kulturlebe als historische Konstante der ethnischen Identität der Slowaken, In: Slowakei 26, Bratislava 1989
- Die nationale Identität und ihr historischer Umriss in der slowakischen Wirklichkeit, In: Slowakei 26, Bratislava 1989
- Slovenský národ a jeho štátnosť, Bratislava 1990
- Recepcia F. Petrarcu v slovenskej kultúre, Bratislava 1991
- A Historical Projection of the Heritage of Cyril and Methodius in the Slovak Culture, In: Slovak Review 1, Bratislava 1992
- Andrej Hlinka priekopník sociálnej starostlivosti a demokratických práv slovenského ľudu, Bratislava 1994
- Dejiny Slovenska a Slovákov, Slovenské pedagogické nakladateľstvo, Bratislava 1995
- K otázke počiatkov slovenských dejín, Martin 1995
- Priblížiť sa k pravde, Bratislava 1997
- Milan Rastislav Štefánik vo svetle talianskych dokumentov, THB, 1998
- Slovenská republika 1939-1945, Bratislava 1999, ISBN 80-7114-262-X.
- Jozef Tiso (1887-1947), Životopisný profil, Bratislava 2006, ISBN 80-7114-572-6.
- Kedy sme vstúpili do dejín? K otázke začiatkov slovenských dejín, Bratislava 2006, ISBN 80-7114-565-3.
- Odkedy sme Slováci? Pôvod Slovákov a kresťanstvo, Bratislava 2006, ISBN 80-7114-485-1.
- Nacionalizmus alebo národné povedomie? Bratislava 2006, ISBN 80-7114-566-1.
- Dejiny Slovenska a Slovákov v časovej následnosti faktov dvoch tisícročí, Bratislava 2007
- Slovenská republika a jej vzťah k Svätej stolici (1939-1945), Bratislava 2007, ISBN 978-80-7114-651-3.
- Priblížiť sa k pravde. Kritický pohľad na Stanovisko Historického ústavu SAV k mojej knihe Dejiny Slovenska a Slovákov, Bratislava 2007, ISBN 978-80-7114-606-3.
- Jozef Tiso v očiach neslovenských autorov, Bratislava 2007, ISBN 978-80-7114-608-7.
- Slobodní murári, Bratislava 2007, ISBN 978-80-7114-652-0.
- Moravskí Slováci. Cyrilo-metodovské dedictvo, Bratislava 2007, ISBN 978-80-7114-607-0.
- Tomáš G. Masaryk a jeho vzťah k Slovákom, Bratislava 2007, ISBN 978-80-7114-653-7.
- Edvard Beneš a jeho vzťah k Slovákom, Bratislava 2008, ISBN 978-80-7114-668-1.
- Jozef Tiso a Židia, Bratislava 2008, ISBN 978-80-7114-701-5.
- Vzťahy medzi Slovákmi a Čechmi, Bratislava 2008, ISBN 978-80-7114-699-5.
- Slováci a Sedembolestná. Kultúrno-historický náčrt, Bratislava 2008, ISBN 978-80-7114-700-8.
- Čo ohrozuje našu štátnosť. K 15. výročiu Slovenskej republiky, Bratislava 2008, ISBN 978-80-7114-667-4.
- Židia zo Slovenska v dejinách kultúry a vedy, Bratislava 2008, ISBN 978-80-7114-669-8.
- Slovenský národný odpor proti nacizmu, Bratislava 2009, ISBN 978-80-7114-726-8.
- Slovenské dejiny a ich historiografia, Bratislava 2009, ISBN 978-80-7114-784-8.
- Národná identita a jej historický profil v slovenskej spoločnosti, Bratislava 2010, ISBN 978-80-7114-802-9.
- Ohrozenia kresťanstva v súčasnej politickej situácii, Bratislava 2010, ISBN 978-80-7114-827-2.
- Z rozhrania svetov. Výber z básnickej tvorby, Bratislava 2010, ISBN 978-80-7114-826-5.
- Ferdinand Ďurčanský a jeho vzťah k Hitlerovmu Nemecku, Bratislava 2011, ISBN 978-80-7114-859-3.